# Sarzay

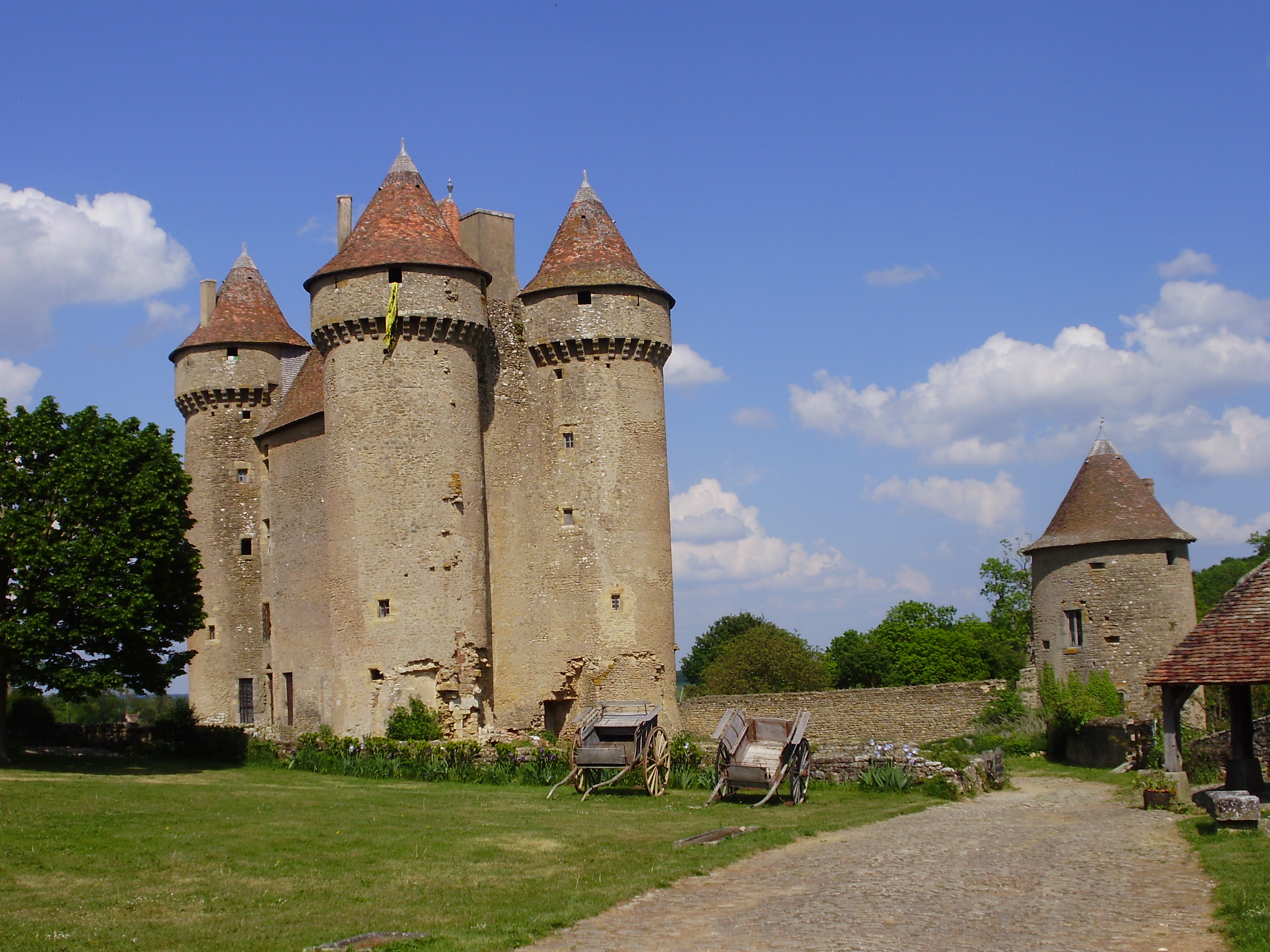
Kasteel

Sarzay is een gemeente in het Franse departement Indre (regio Centre-Val de Loire) en telt 319 inwoners (1999). De plaats maakt deel uit van het arrondissement La Châtre.
Bezienswaardig is het Kasteel van Sarzay.

## Geografie
De oppervlakte van Sarzay bedraagt 18,8 km², de bevolkingsdichtheid is 17,0 inwoners per km².
De onderstaande kaart toont de ligging van Sarzay met de belangrijkste infrastructuur en aangrenzende gemeenten.

## Demografie
Onderstaande figuur toont het verloop van het inwonertal (bron: INSEE-tellingen).